# Čebarkul (město)
Čebarkul (rusky Чебарку́ль) je město v Čeljabinské oblasti v Ruské federaci. Leží na jižním Urale na břehu jezera Čebarkul zhruba 80 kilometrů západně od hlavního oblastního města Čeljabinsku. V roce 2010 v něm žilo zhruba 42 tisíc obyvatel.
V roce 2013 dopadly do jezera Čebarkul úlomky úlomky meteoritu, který předtím svým výbuchem a následnou tlakovou vlnou způsobil velké škody v celé Čeljabinské oblasti a zranil mnoho lidí. Protože se úlomky našly v Čebarkulu, navrhli vědci pojmenovat meteorit podle něj.